# ديفيد لويس باند
ديفيد لويس باند (بالإنجليزية: David Louis Band) هو عالم فلك أمريكي، ولد في 9 يناير 1957 في بوسطن في الولايات المتحدة، وتوفي في 16 مارس 2009 في بوتوماك في الولايات المتحدة.